# منطق كمومي

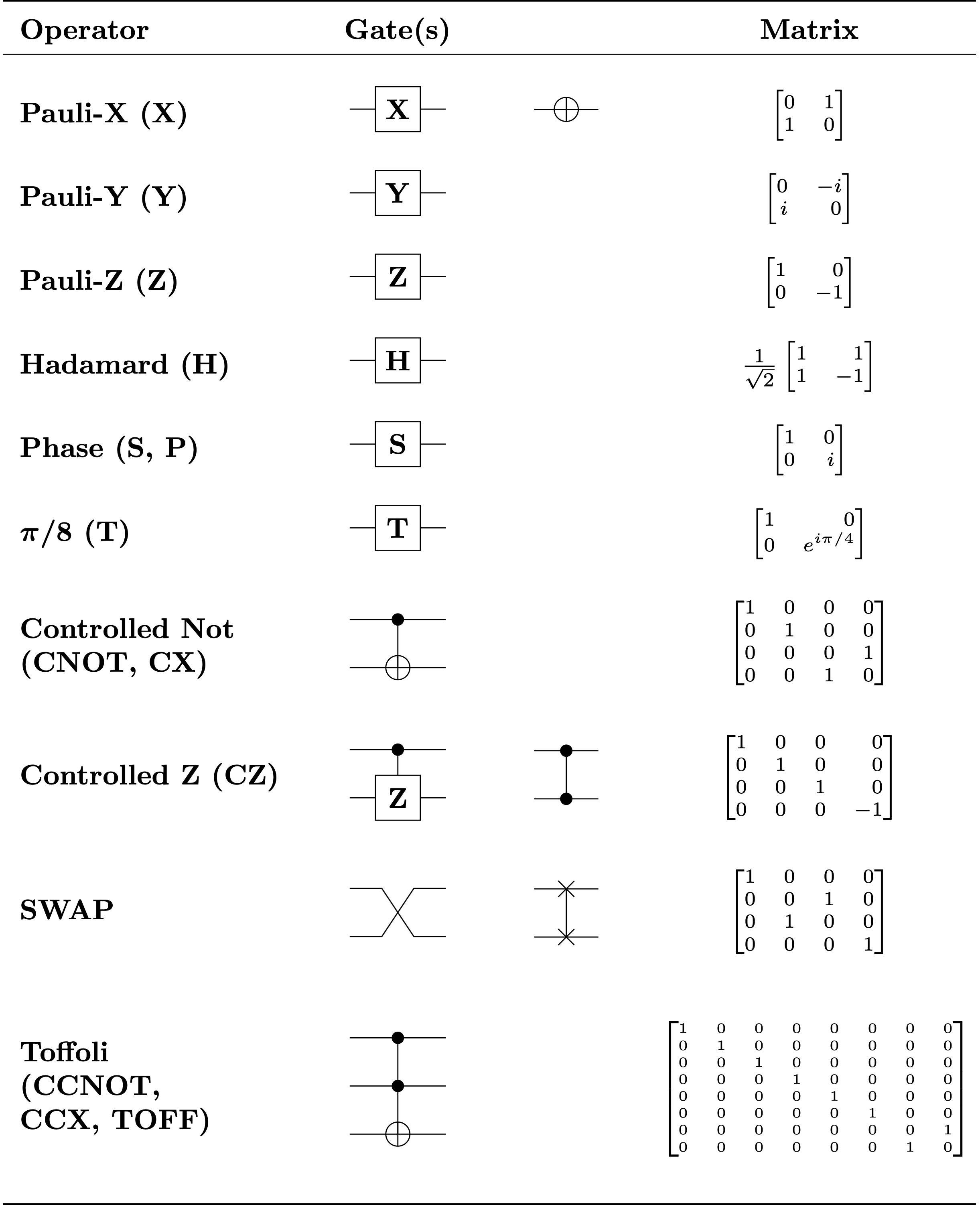
البوابات المنطقية الكمومية المشتركة بالاسم.

في ميكانيكا الكم، منطق الكم هو مجموعة من القواعد للتفكير في المقترحات التي تأخذ مبادئ نظرية الكم في الاعتبار. نشأت هذه المنطقة البحثية واسمها في ورقة 1936  من إعداد غاريت بيرخوف وجون فون نيومان، اللذين كانا يحاولان التوفيق بين التناقض الظاهري للمنطق الكلاسيكي مع الحقائق المتعلقة بقياس المتغيرات التكميلية في ميكانيكا الكم، مثل الموقع والزخم.
يمكن صياغة المنطق الكمي إما كنسخة معدلة من المنطق المقترح أو منطق كثير القيمغير تبادلي وغير ارتباطي.
تم اقتراح المنطق الكمي باعتباره المنطق الصحيح للاستدلال المقترح بشكل عام، وعلى الأخص الفيلسوف هيلاري بوتنام، على الأقل في مرحلة واحدة من حياته المهنية. كانت هذه الأطروحة مكونًا مهمًا في بحث بوتنام لعام 1968 «هل المنطق تجريبي؟» حيث قام بتحليل الحالة المعرفية لقواعد المنطق الافتراضي. ينسب بوتنام فكرة أن الشذوذات المرتبطة بالقياسات الكمية تنشأ مع الشذوذات في منطق الفيزياء نفسه إلى الفيزيائي ديفيد فينكلستين. ومع ذلك، كانت هذه الفكرة موجودة لبعض الوقت وتم إحياءها قبل عدة سنوات من خلال عمل جورج ماكي بشأن تمثيل المجموعات والتماثل.
لكن الرأي الأكثر شيوعًا فيما يتعلق بالمنطق الكمومي، هو أنه يوفر شكلاً رسميًا فيما يتعلق بالملاحظات ذات الصلة، ومرشحات إعداد النظام والحالات. [بحاجة لمصدر] في هذا الرأي، يشبه النهج المنطقي الكمومي بشكل أو بآخر النهج الجبرالي في ميكانيكا الكم. إن أوجه التشابه في الشكلية المنطقية الكمومية لنظام المنطق الاستنتاجي يمكن اعتبارها فضولاً أكثر منها حقيقة ذات أهمية فلسفية أساسية. يتمثل الأسلوب الأكثر حداثة في بنية المنطق الكمومي في افتراض أنه مخطط - بمعنى نظرية الفئة - للمنطق الكلاسيكي (انظر ديفيد إدواردز).

## الاختلافات مع المنطق الكلاسيكي
يحتوي المنطق الكمي على بعض الخصائص التي تميزه بوضوح عن المنطق الكلاسيكي، وعلى الأخص فشل قانون التوزيع للمنطق الإفتراضي:
p و (q أو r) = (p و q) أو (p و r)،
حيث الرموز p و q و r هي متغيرات افتراضية. لتوضيح سبب فشل قانون التوزيع، ضع في اعتبارك أن جسيمًا يتحرك على خط و (باستخدام بعض نظام الوحدات حيث ثابت ثابت بلانك 1)
p = «يحتوي الجسيم على زخم في الفاصل الزمني [0، +1/6]»
q = «الجسيم في الفاصل الزمني [−1، 1]»
r = «الجسيم في الفاصل الزمني [1، 3]»
ملاحظة : يعد اختيار p و q و r في هذا المثال بديهيًا ولكنه غير صالح رسميًا (أي، p و (q أو r) غير صحيح هنا أيضًا)؛ راجع قسم «منطق الكم كمنطق للملاحظات» أدناه للحصول على التفاصيل ومثال صالح.
بمعنى آخر، أن زخم الجسيم يتراوح بين 0 و 1/6، وموقعه بين −1 و +3. من ناحية أخرى، فإن المقترحين «(p و q)» و «(p و r)» كليهما خاطئان، حيث إنهما يؤكدان قيودًا أكثر تشددًا على القيم والمكان والزخم المتزامنين مما يسمح به مبدأ عدم اليقين (لكل منهما عدم اليقين 1/3، وهو أقل من الحد الأدنى المسموح به من 1/2). وبالتالي،: (ع و ف) أو (ع و ص) = خطأ
وبالتالي فشل قانون التوزيع.